# سات‌آمون
سات‌آمون (انگلیسی: Sitamun؛ ‏مصری باستان: sꜣ.t-imn؛ ‏دختر آمون) یک شاهدخت در مصر باستان و همسر بزرگ سلطنتی در دودمان هجدهم مصر بود.

## خانواده
سات‌آمون به عنوان دختر بزرگ فرعون آمنهوتپ سوم و همسر بزرگ سلطنتی او تیه در نظر گرفته می‌شود. او بعداً در حدود سال ۳۰ سلطنت آمنهوتپ سوم با پدرش ازدواج کرد.
این باور که سات‌آمون دختر آمنهوتپ سوم و تیه است بر اساس وجود اشیایی است که در مقبره یویا و تویا والدین ملکه تیه، به ویژه صندلی‌ای که لقب او به عنوان دختر پادشاه را دارد، پیدا شده است.

## زندگی‌نامه
وجود سات‌آمون به خوبی تصدیق و تأیید شده است، به ویژه در مقبره یویا و تویا که در آن سه صندلی ظریف ساخته شده بودند. از آنجایی که این صندلی‌ها مورد استفاده قرار می‌گرفتند، و اندازه آنها به تدریج بزرگتر می‌شد، فرض بر این است که آنها متعلق به سات‌آمون در دوران رشد او بوده‌اند. سپس آنها را به رسم قرار دادن اشیایی که در زندگی فرد متوفی معنی داشت، در آرامگاه پدربزرگ و مادربزرگ او قرار دادند. او همچنین بر روی سنگ یادبود دایه‌اش «نبت‌کابنی» به تصویر کشیده شده است.
تقریباً هیچ چیز از زندگی او به جز بزرگ‌ترین دختر یک ملکه قدرتمند (و عمر طولانی) شناخته شده نیست. در دهه آخر سلطنت پدرش، او به مقام همسر بزرگ سلطنتی ارتقا یافت. شواهد این ازدواج عبارت است از لوله سرمه آبی فایانس با کارتوهای آمنهوتپ سوم و سات‌آمون کاسه‌ای از جنس سنگ مرمر که در عمارنه با همان کارتوش‌ها یافت شده و کتیبه‌هایی با برچسب کوزه از کاخ الملقطه. ارتقای سات‌آمون به عنوان همسر بزرگ سلطنتی پدرش آمنهوتپ سوم، در اوایل سال ۳۰ سلطنت وی از روی برچسب کوزه کتیبه شماره ۹۵ که در کاخ سلطنتی کشف شد، تأیید شده است.
او اتاق‌های خود را در مجموعه کاخ الملقطه نگهداری می‌کرد و آمنهوتپ، پسر حاپو به عنوان مباشر املاک او در اینجا منصوب شد. او بر روی مجسمه کرنک آمنهوتپ، پسر حاپو (اکنون در موزه مصر قاهره) گواهی شده است، جایی که از او به عنوان همسر بزرگ سلطنتی پادشاه یاد شده است. او همچنین بر روی نقش برجسته‌ای از معبد مردگان آمنهوتپ سوم، که توسط ویلیام متیو فلندرز پتری (اکنون در موزه پتری) پیدا شده است، ظاهر می‌شود. نام و تصویر سات‌آمون در میان تعداد انگشت‌شماری است که در اواخر سلطنت آمنهوتپ سوم ظاهر می‌شود. این دوره‌ای از تاریخ مصر بود که در آن زنان نقش‌های برجسته‌تر و قدرتمندتری داشتند و همسر آمنهوتپ سوم، مادر سات‌آمون، تیه نمونه‌ای خاص بود. قبل از سلطنت تیه «هیچ ملکه قبلی هرگز در طول زندگی شوهرش چنین برجسته نبود». تیه به‌طور منظم علاوه بر آمنهوتپ سوم در مجسمه‌ها، نقش برجسته‌های مقبره و معبد و سنگ‌نماها ظاهر می‌شود، در حالی که نام او بر روی اشیاء کوچک متعدد، مانند ظروف و جواهرات، و همچنین اسکراب‌های بزرگ یادبودشان در کنار این فرعون قرار گرفته است.
سات‌آمون به عنوان دختر بزرگ یک ملکه قدرتمند، برای یک نقش سیاسی آماده می‌شد، اما علیرغم داشتن دارایی خود در کاخ الملقطه و موقعیت والای او در دربار، هرگز از این پتانسیل استفاده نکرد. یک احتمال این است که او با وارثی ازدواج کرده بود که هرگز تاج و تخت را به دست نگرفت. احتمال دیگر این است که او پس از پادشاه شدن برادرش آخناتون پیش از موعد مرده یا به انزوا رفته است. او عمه توت‌عنخ‌آمون بود.
او در پایان سلطنت آمنهوتپ سوم ناگهان ناپدید می‌شود و در زمان سلطنت آخناتون نامی از او ذکر نشده است. یک اتاق جداگانه برای او در مقبره آمنهوتپ سوم در دره پادشاهان حک شده بود، اما هیچ مدرکی دال بر دفن او در آنجا وجود ندارد.

## عناوین و القاب
- «خنیاگر ارباب دو سرزمین»
- «همسر پادشاه»
- «همسر بزرگ پادشاه»
- «دختر پادشاه»
- «دختر پادشاه که او را دوست دارد»
- «بزرگ‌ترین دختر پادشاه»
- «دختر بزرگ پادشاهی که او را دوست دارد»